# Draycot Foliat
Draycot Foliat – osada w Anglii, w hrabstwie Wiltshire. Leży 48 km na północ od miasta Salisbury i 112 km na zachód od Londynu.